# Pavia di Udine
Pavia di Udine (friuli nyelven Pavie) település Olaszországban, Friuli-Venezia Giulia régióban, Udine megyében. Lakosainak száma 5486 fő (2023. január 1.). Pavia di Udine Buttrio, Mortegliano, Pozzuolo del Friuli, Santa Maria la Longa, Trivignano Udinese, Bicinicco, Manzano, Pradamano és Udine községekkel határos.

## Népesség
A település népességének változása:
| Lakosok száma | 5602 | 5573 | 5486 |
|               | 2017 | 2018 | 2023 |